# HZ Девы
HZ Девы (лат. HZ Virginis) — одиночная переменная звезда в созвездии Девы на расстоянии приблизительно 352 световых лет (около 108 парсек) от Солнца. Визуальная звёздная величина звезды — от +11,98m до +11,7m. Возраст звезды определён как около 4,794 млн лет.
Открыта Уильямом Джоном Шустером в 1988 году.

## Характеристики
HZ Девы — оранжевый карлик, эруптивная переменная звезда типа UV Кита (UV) спектрального класса K. Масса — около 0,561 солнечной, радиус — около 0,91 солнечного, светимость — около 0,287 солнечной. Эффективная температура — около 5516 K.